# Partido del Futuro (Turquía)
El Partido del Futuro (en turco: Gelecek Partisi, GP ) es un partido político en Turquía formado por el ex primer ministro Ahmet Davutoğlu. El partido se lanzó formalmente el 12 de diciembre de 2019, en oposición al gobernante Partido Justicia y Desarrollo.

## Historia

### Formación
El Partido del Futuro fue lanzado el 12 de diciembre de 2019 por Ahmet Davutoğlu, exministro de Relaciones Exteriores y primer ministro en nombre del conservador Partido Justicia y Desarrollo (AKP). Inicialmente próximo a Recep Tayyip Erdoğan fue elegido primer ministro el 28 de agosto de 2014 pero más tarde Davutoğlu se opuso a las medidas del presidente para transformar la forma de gobierno de Turquía de un sistema parlamentario a un sistema presidencial. Su conflicto con Erdoğan culminó con la renuncia de Davutoğlu a la presidencia, a partir del 22 de mayo de 2016. Después de su renuncia, Davutoğlu criticó con frecuencia al gobierno del AKP, lo que llevó al partido a iniciar acciones disciplinarias contra él. En respuesta, renunció al AKP el 13 de septiembre de 2019. Más tarde expresó interés en formar un nuevo partido en oposición a la administración del presidente Erdogan, y finalmente lanzó el Partido del Futuro el 12 de diciembre. El nuevo partido publicó inmediatamente una lista de 154 miembros fundadores, que incluía numerosos exfuncionarios y afiliados del AKP. El Partido del Futuro publicó rápidamente un manifiesto en el que describía sus objetivos políticos generales, aunque sin definir su ideología política.